# Weston Colville
Weston Colville – wieś w Anglii, w hrabstwie Cambridgeshire, w dystrykcie South Cambridgeshire.